# Gare de Diemeringen
La gare de Diemeringen est une gare ferroviaire française de la ligne de Mommenheim à Sarreguemines, située sur le territoire de la commune de Diemeringen, dans la collectivité européenne d'Alsace, en région Grand Est.
C'est une gare de la Société nationale des chemins de fer français (SNCF), desservie par des trains TER Grand Est.

## Situation ferroviaire
Établie à 233 mètres d'altitude, la gare de Diemeringen est située au point kilométrique (PK) 48,386, de la ligne de Mommenheim à Sarreguemines, entre les gares ouvertes de Tieffenbach - Struth et d'Oermingen.
Ancienne gare de bifurcation, elle était l'aboutissement de la ligne de Réding à Diemeringen, déclassée et déposée entre les gares de Drulingen et de Diemeringen.

## Histoire
La gare de Diemeringen est mise en service lors de l'ouverture de la section de voie ferrée de Mommenheim à Kalhausen, le 1er mai 1895.
Sur le bâtiment se trouve une plaque « À la mémoire des agents de la SNCF tués par faits de guerre » (1939-1945) avec 6 noms gravés.

## Fréquentation
De 2015 à 2024, selon les estimations de la SNCF, la fréquentation annuelle de la gare s'élève aux nombres indiqués dans le tableau ci-dessous.
| Année     | 2015    | 2016    | 2017    | 2018    | 2019   | 2020   | 2021    | 2022    | 2023    | 2024    |
| --------- | ------- | ------- | ------- | ------- | ------ | ------ | ------- | ------- | ------- | ------- |
| Voyageurs | 104 021 | 100 927 | 109 674 | 104 237 | 99 722 | 82 982 | 106 083 | 130 647 | 129 082 | 144 953 |

## Service des voyageurs

### Accueil
Gare SNCF, elle dispose d'un bâtiment voyageurs, avec guichet, ouvert tous les jours. Elle est équipée d'un automate pour l'achat de titres de transport TER.

### Desserte
Diemeringen est desservie par les trains TER Grand Est, de la Ligne Strasbourg - Sarreguemines - Sarrebruck.

### Intermodalité
Un parking pour les véhicules y est aménagé.
En complément de la desserte ferroviaire, elle est desservie par des cars TER Grand Est : ligne Sarreguemines - Strasbourg, ainsi que par les cars du Réseau 67,.

## Patrimoine ferroviaire
Le bâtiment voyageurs toujours existant, est constitué d'un édifice principal de trois travées (dont une double à l'étage côté rue), avec une aile prolongée par un hangar en bois. Le reste de la façade est en pierre de taille. Il subsiste également un château d'eau qui servait au ravitaillement des locomotives à vapeur. Plusieurs gares, dont celle de Wingen-sur-Moder, disposent d'un bâtiment identique.